# Saint-Georges-sur-Moulon
Saint-Georges-sur-Moulon település Franciaországban, Cher megyében. Lakosainak száma 722 fő (2022. január 1.). Saint-Georges-sur-Moulon Fussy, Pigny, Quantilly, Saint-Martin-d’Auxigny, Vasselay és Vignoux-sous-les-Aix községekkel határos.

## Népesség
A település népessége az elmúlt években az alábbi módon változott:
| Lakosok száma | 362  | 524  | 645  | 734  | 746  | 716  | 696  | 681  | 695  | 722  |
|               | 1968 | 1982 | 1990 | 2006 | 2013 | 2015 | 2017 | 2019 | 2020 | 2022 |